# Cygnus CRS Orb-1
Cygnus CRS Orb-1 (inna nazwa Orbital-1) – pierwsza misja statku transportowego Cygnus, wykonana przez prywatną firmę Orbital Sciences Corporation na zlecenie amerykańskiej agencji kosmicznej NASA w ramach programu CRS w celu zaopatrzenia Międzynarodowej Stacji Kosmicznej. W tej misji wykorzystany został statek nazwany S.S. Gordon Fullerton na cześć zmarłego astronauty Gordona Fullertona.

## Przebieg misji
Początkowo rozpoczęcie misji CRS Orb-1 było planowane na listopad 2013 roku, ale kilkukrotnie było przesuwane na późniejszy termin. 17 grudnia 2013 roku przewieziono rakietę Antares wraz z Cygnusem S.S. Gordon Fullerton na stanowisko startowe. Jednak okazało się, że na ISS konieczne jest wykonanie kilku spacerów kosmicznych w celu naprawy uszkodzonego systemu chłodzenia. W efekcie NASA poleciła ponownie opóźnić start misji CRS Orb-1, a rakieta Antares została przewieziona z powrotem do hali składania pojazdów. Kolejną próbę startu zaplanowano na 7 stycznia 2014 roku, ale również ten termin nie doszedł do skutku, w związku z niskimi temperaturami panującymi w miejscu startu rakiety. Następna próba miała odbyć się dzień później, jednak stwierdzono bardzo silne promieniowanie kosmiczne, które mogłoby zakłócać system elektroniczny rakiety Antares, co ponownie uniemożliwiło rozpoczęcie misji.
Ostatecznie start misji Cygnusa miał miejsce 9 stycznia 2014 roku o 18:07:05 czasu UTC. Do wyniesienia statku na orbitę wykorzystana została rakieta Antares 120, która wystartowała z kompleksu startowego LP-0A kosmodromu Mid-Atlantic Regional Spaceport.
Cygnus S.S. Janice Voss dotarł w pobliże stacji ISS 12 stycznia 2014 roku. O 11:08 UTC został on uchwycony przez mechaniczne ramię Canadarm2 i następnie przyciągnięty do stacji. Cumowanie nastąpiło o 13:05 UTC do portu dokującego na module Harmony.
Statek Cygnus pozostał zadokowany do ISS przez 36 dni, po czym został odcumowany 18 lutego 2014 o 10:25 UTC, a następnie odciągnięty od stacji przez Canadarm2. Mechaniczne ramię stacji uwolniło Cygnusa o 11:41 UTC i statek zaczął oddalać się od ISS. Dzień później dokonano jego kontrolowanej deorbitacji, w wyniku czego Cygnus S.S. Gordon Fullerton ok. 18:20 UTC spłonął w atmosferze nad Południowym Pacyfikiem.

## Ładunek
Na pokładzie Cygnusa znajdowało się 1261 kg zaopatrzenia dla stacji ISS, w tym m.in.: zaopatrzenie dla załogi, materiały do badań i eksperymentów oraz części zapasowe do systemów funkcjonujących na stacji. Cygnus S.S. Gordon Fullerton zabrał ze sobą również eksperymenty studenckie do wykonania badań w warunkach mikrograwitacji. Dotyczyły one m.in.: szczepionek, działania antybiotyków, zachowania płomieni i płynów w kosmosie oraz funkcjonowania mrówek w warunkach mikrograwitacji. Oprócz tego na pokładzie Cygnusa znalazły się również satelity typu CubeSat do obserwacji powierzchni Ziemi.

## Galeria

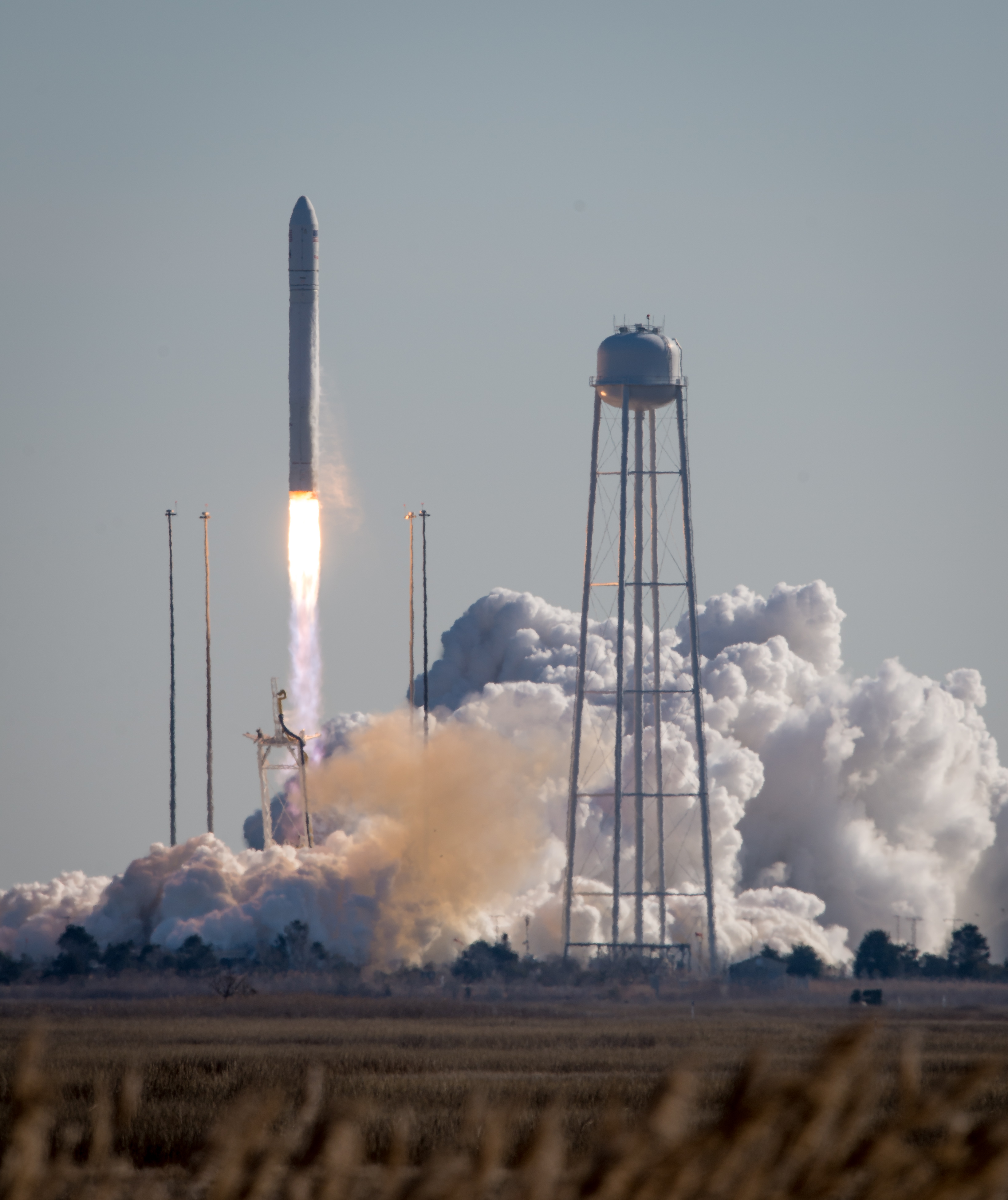
Start rakiety Antares 120 z Mid-Atlantic Regional Spaceport w ramach misji Cygnus CRS Orb-1
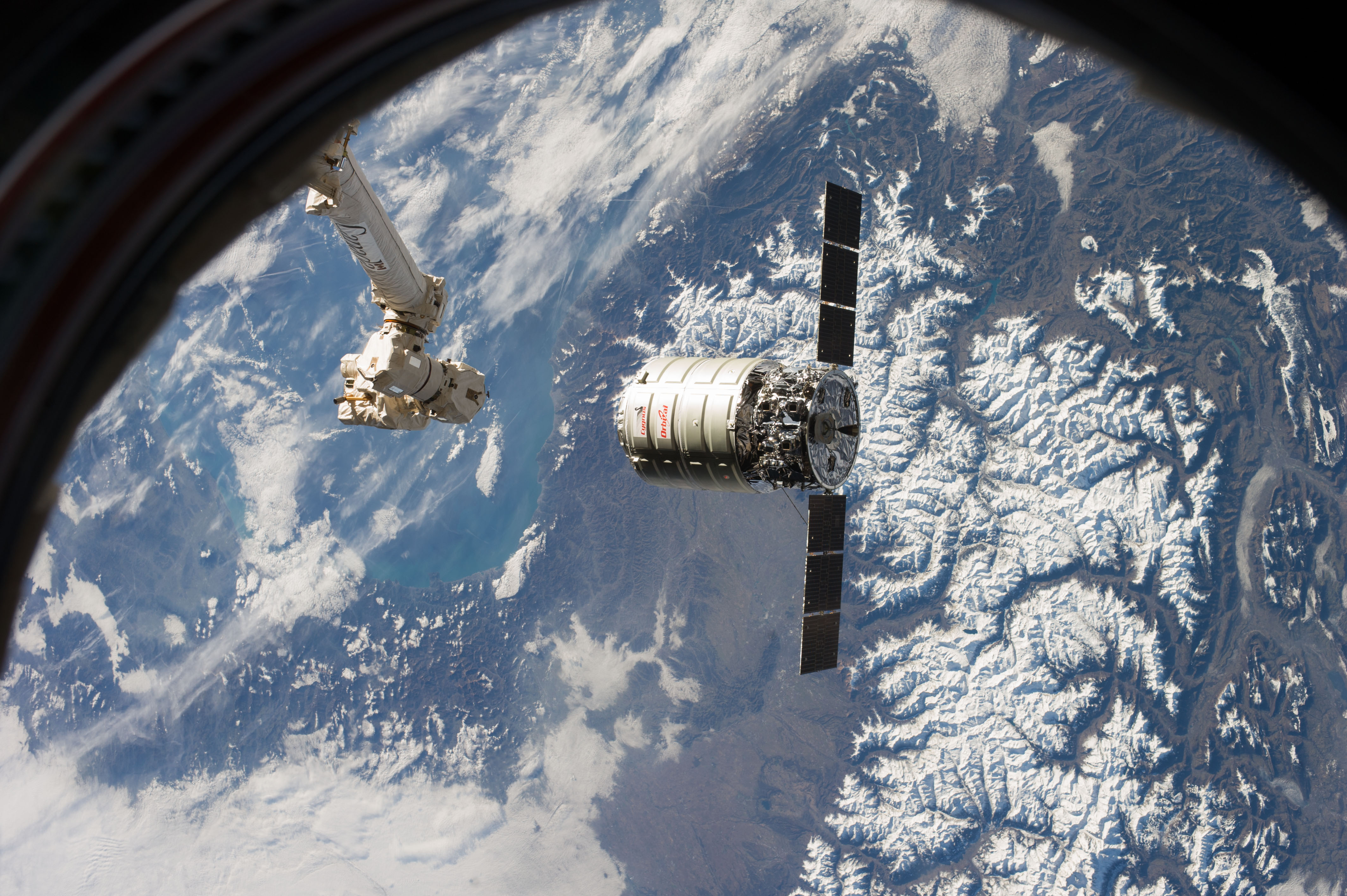
Cygnus S.S. Gordon Fullerton przed uchwyceniem go przez Canadarm2
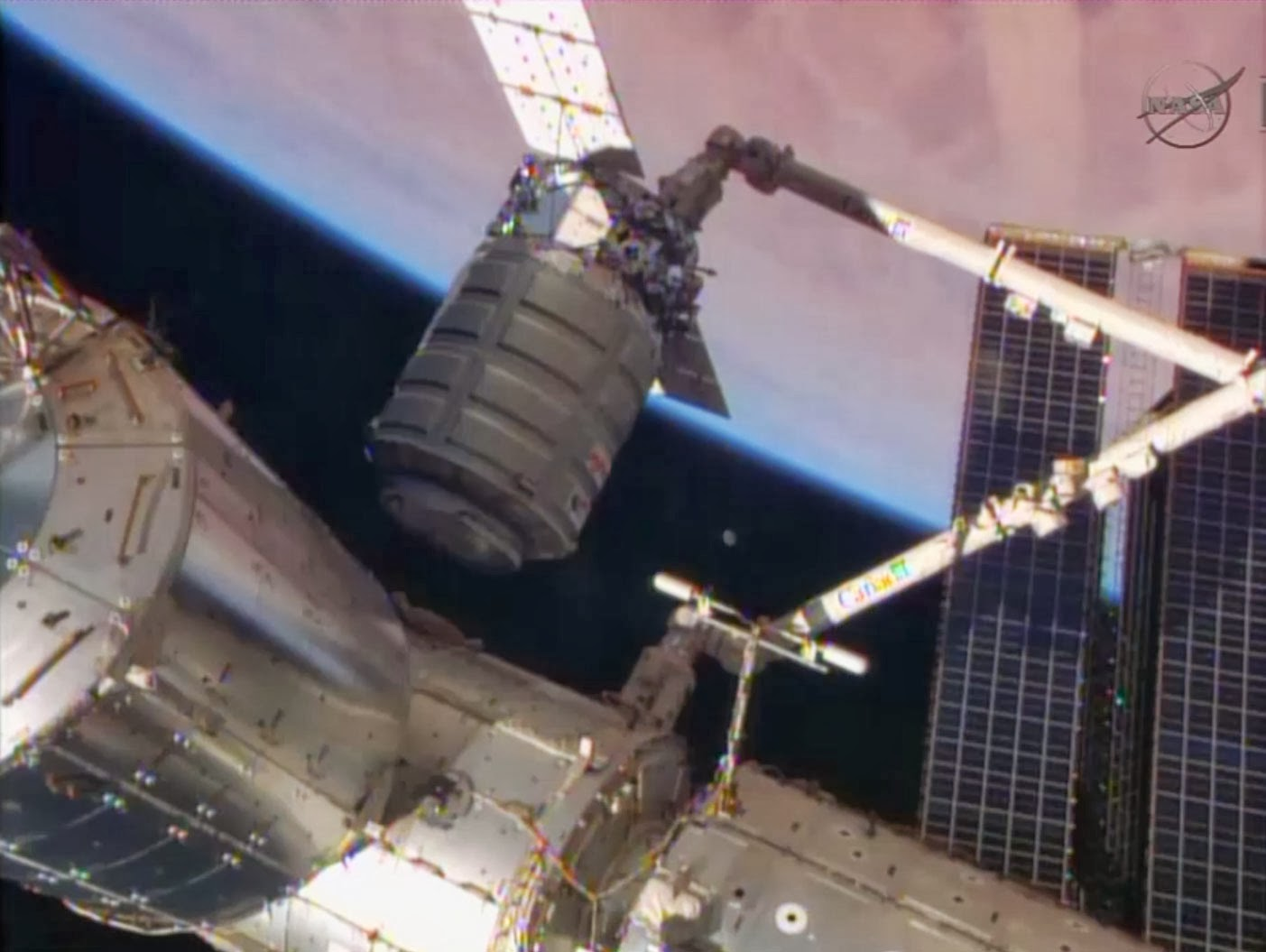
Cygnus S.S. Gordon Fullerton przyciągany do stacji przez Canadarm2